# Brazuca

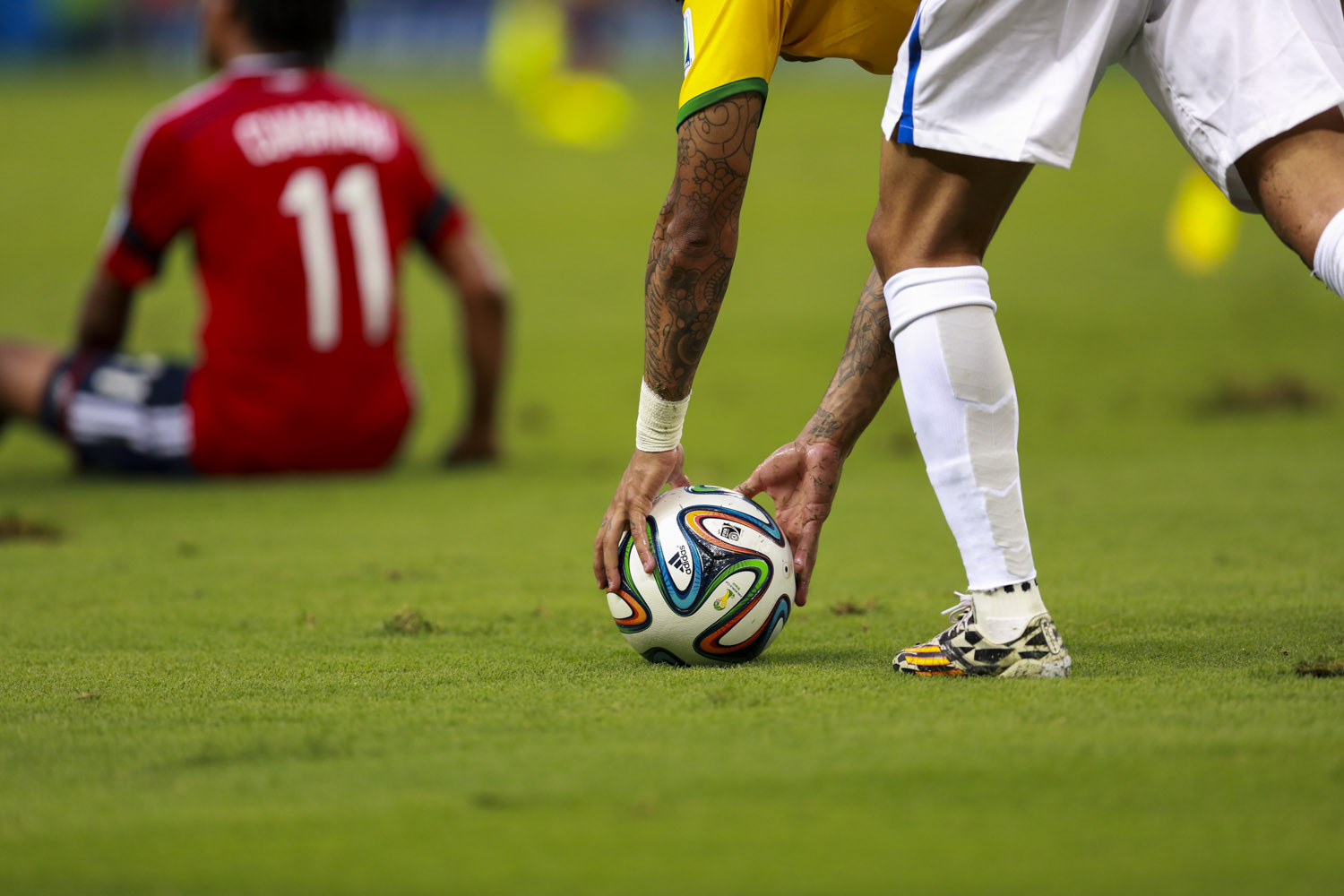
Brazuca

Adidas Brazuca je oficiální míč, s nímž se hrálo na mistrovství světa ve fotbale 2014 konaném v Brazílii. Název byl přijat 2. září 2013 na základě divácké ankety a vznikl složením výrazů Brazílie a bazuka. Míč je vyroben ze 70 procent polyuretanu a 30 procent přírodní kůže, nenasákne vodou a jeho povrch je pokryt drobnými výčnělky, které mají zajišťovat stabilitu v letu. Skládá se ze šesti bílých segmentů, klikaté švy v zelené, žluté a tmavomodré barvě mají symbolizovat meandry Amazonky. Obvod míče je 69 cm a váha 437 gramů.